# Іль-дю-Леван
Іль-дю-Леван (фр. Ile du Levant) — французький острів, розташований у Середземному морі біля узбережжя Рів'єри між Марселем та Ніццою. Входить до групи Єрських островів. Відомий своїми нудистськими пляжами та багатою флорою.

## Короткий опис
Близько 90% території острова зайнято ракетним полігоном та закрито для відвідувачів. Іншу частину займає містечко Геліополіс («Місто сонця»), засноване 1931 року Андре та Гастоном Дюрвілями як центр натуризму та заповідник Домен де Арбуазьє («Царство суничних дерев»). У Геліополісі є церква, школа, поліцейська дільниця, ринок, мерія, багато готелів та пансіонів, ресторанів, магазинів — в останніх найбільш ходовим товаром є «Мінімум», тобто одяг, що вважається достатнім в зоні порту, на міській площі, в більшості ресторанів та магазинів і на ринку — парео або стрінги; в решті частини міста і в заповіднику дозволена повна нагота, а на двох пляжах і на значній території острова біля поселення та на узбережжі вона (в теплий сезон) обов'язкова.
У центрі містечка розташований Форт Наполеон — фортеця початку XIX століття (1813).
Вся територія острова, що не зайнята полігоном, приватна і підпорядкована асоціації власників острова «Association Syndicale Libre des Propriétaires à l'Île du Levant».
Автомобілів на острові практично немає (виключаючи шаттл з порту до готелів, і кілька службових машин); дістатися до острова можна на поромі з Ле-Лаванду та Єр.
Між 1861 та 1878 роками на острові розміщувалася колонія для сиріт та малолітніх злочинців.
На острові займаються розведенням зниклих або загрожених видів черепах. Тут є чимала популяція рідкісної черепахи Ґермана.